# Smart Covers
Un Smart Cover, (traducido  como "Cubierta inteligente") es una cubierta o funda, desarrollada por Apple para su dispositivo tipo Tablet PC, introducido con el iPad 2.
El Smart Cover se acopla al iPad mediante imanes, permitiéndole tener un acople seguro, pero a la vez fácil de quitar y poner. También se puede doblar para darle forma de base para el iPad 2 en dos ángulos: uno diseñado para FaceTime y para reproducción de multimedia, y la otra especialmente para escribir en el teclado en pantalla.
Con la introducción del iPad (4.ª generación), se estrenó el Smart Case, un producto similar al Smart Cover, pero protege todo el dispositivo, y no sólo la pantalla.
Desde el iPad mini en adelante, los imanes estaban cubiertos de poliuretano, en vez de mostrarse el imán en sí.
Con el iPad Pro de tercera generación, se introdujo el Smart Folio, una versión de la Smart Cover con un diseño que protege tanto atrás como adelante.
Los Smarts Covers están disponibles en dos materiales y diez colores. En poliuretano los hay en gris claro, gris oscuro, azul, verde y rosa. En imitación de piel los hay en crema, bronceado, negro, azul oscuro y rojo. Este último sólo está disponible en la Apple Online Store, como parte de la campaña (PRODUCT)RED.
- Datos: Q3962966